# La prima volta di Jennifer
La prima volta di Jennifer (Rachel, Rachel) è il film di debutto alla regia di Paul Newman, che diresse sua moglie Joanne Woodward nel ruolo della protagonista. 
Il soggetto è basato sul romanzo A Jest of God (1966) della scrittrice canadese Margaret Laurence.

## Trama
La trentacinquenne Jennifer Cameron è insegnante in una scuola elementare di provincia. Nubile e sessualmente repressa, vive insieme alla protettiva madre anziana. Suo padre, morto tanti anni prima, era un impresario di pompe funebri. La sua unica amica è la collega Calla, fervente seguace di un gruppo religioso e segretamente infatuata di Jennifer. 
Dopo molti anni ritorna in città Nick, un amico d'infanzia. Tra Jennifer e Nick inizia una relazione, che termina quando la donna scopre che lui ha una moglie. Nel frattempo Jennifer rimane incinta.

## Distribuzione

### Edizione italiana
Nell'edizione italiana del film il nome della protagonista è stato cambiato da "Rachel" a "Jennifer".

## Riconoscimenti
- 1969 - Premio Oscar
  - Candidatura Miglior film
  - Candidatura Miglior attrice protagonista a Joanne Woodward
  - Candidatura Miglior attrice non protagonista a Estelle Parsons
  - Candidatura Migliore sceneggiatura non originale a Stewart Stern
- 1969 - Golden Globe
  - Miglior regista a Paul Newman
  - Miglior attrice in un film drammatico a Joanne Woodward
- 1969 - Premio BAFTA
  - Candidatura Migliore attrice protagonista a Joanne Woodward
- 1969 - New York Film Critics Circle Award
  - Migliore regia a Paul Newman
  - Miglior attrice protagonista a Joanne Woodward
- 1969 - Kansas City Film Critics Circle Award
  - Miglior attrice protagonista a Joanne Woodward